# توم ويلز
توماس وينتوورث ويلز (19 أغسطس 1835 - 2 مايو 1880) رياضي أسترالي. يُعتبر أول لاعب كريكت ذو أهمية في أستراليا ومخترع كرة القدم الأسترالية. وُلد في مستعمرة نيو ساوث ويلز البريطانية لعائلة ثرية يعود نسبها إلى المحكوم عليهم، نشأ ويلز في المناطق البرية في مزارع تملكها والده، الناشط السياسي والمربي هوراتيو ويلز، فيما يُعرف الآن بولاية فيكتوريا. عندما كان طفلًا، صاحب ويلز السكان الأصليين المحليين وتعلم لغتهم وعاداتهم. عندما بلغ الرابعة عشر من العمر، سافر ويلز إلى إنجلترا للالتحاق بمدرسة روغبي، حيث أصبح قائد فريق الكريكت هناك ولعب نسخة أولية من من رياضة كرة قدم الرغبي. بعد فترة في روغبي، شارك ويلز في مباراة الكريكت السنوية بين جامعة كامبريدج وجامعة أكسفورد، ولعب على مستوى الدرجة الأولى لفريق كينت ونادي ماريلبون للكريكت. تمتع بمهارات متميزة في اللعب بالكرة، وكان من أبرز لاعبي الكريكت الشباب في إنجلترا. باختصار، كان توماس ويلز رياضيًا أستراليًا متميزًا، نشأ في محيط صعب وتمكن من تحقيق النجاحات في عالم الكريكت وكرة القدم الأسترالية. رغم تواضع أصوله، إلا أنه تمكن من تحقيق شهرة كبيرة واعتراف كلاعب متميز في بريطانيا.
عاد ويلز إلى ولاية فيكتوريا في عام 1856، وحقق شهرة واسعة في أستراليا كلاعب كريكت، حيث قاد فريق فيكتوريا إلى الفوز المتكرر في المباريات بين المستعمرات. شارك في فريق نادي ميلبورن للكريكت، لكنه كثيرًا ما تصادم مع إدارته نظرًا لطبيعته المشاكسة وانتقاله المتكرر بين الأندية المنافسة، مما تسبب في توتر العلاقات بينهما. في عام 1858، وبحثًا عن نشاط شتوي للاعبي الكريكت، دعا إلى تأسيس «نادٍ لكرة القدم» واضعًا «مجموعة من القوانين». قاد فريقًا في ميلبورن ذلك الشتاء، وفي عام 1859 شارك في كتابة قوانينه، التي أصبحت لاحقًا أساس كرة القدم الأسترالية. طور هو وابن عمه إتش. سي. إيه. هاريسون اللعبة أكثر بوضعهم لاعبين وحكام وإداريين.
في عام 1861، وفي أوج شهرته، قرر ويلز ترك مجال الرياضة ليساعد والده في إدارة مزرعةٍ نائية في كوينزلاند الواقعة في المناطق النائية. لكن قريبًا بعد وصوله هناك، حدثت كارثة أدت إلى وفاة والده و18 من العاملين في المزرعة على يد سكان السكان الأصليين في أكبر مذبحة للمستوطنين الأستراليين على يد السكان الأصليين. نجا ويلز من هذه الكارثة وعاد إلى ولاية فيكتوريا في عام 1864، ثم في عامي 1866 و1867، قاد فريق كريكت أصلي أسترالي في جولة في أنحاء أستراليا كقائد ومدرب. كانت مسيرة ويلز مليئة بالجدل، إذ زاد شرخ التفرقة بين اللاعبين المحترفين والهواة في رياضة الكريكت، وكان معروفًا بتحريف قوانين اللعبة إلى درجة اعتبارها غشًا في بعض الأحيان. في عام 1872، أصبح أول رامي كرة يدعى «الرامي» في مباراة رياضية عالية المستوى في أستراليا. بعد طرده من فريق فيكتوريا، حاول ويلز العودة إلى اللعب مرة أخرى في عام 1876، ولكن للأسف فشل في هذه المحاولة. في ذلك الوقت، كان يعتبر كما يقال «بقايا عصر مضى». تميزت بقية فترة حياته بالعزلة الاجتماعية، والهروب من الدائنين، واستهلاك الكحول بكثرة، على الأرجح كوسيلة لتخفيف أعراض اضطراب ما بعد الصدمة التي عانى منها بعد المذبحة. في عام 1880، بعد معاناة مع الهذيان الارتعاشي، أقدم ويلز على الانتحار من خلال طعن نفسه في القلب.
ويلز أول نجم رياضي في أستراليا، تلاشت شهرته بعد وفاته، لكنه شهد تجددًا ضمن الثقافة الأسترالية منذ الثمانينيات. يُصف اليوم بأنه بطل رياضي نموذجي ورمز للمصالحة بين الأستراليين الأصليين وغير الأصليين. أصبح أيضًا الشخصية المركزية في «حروب تاريخ كرة القدم»، في نزاع مستمر حول ما إذا كانت لعبة مارن غروك، وهي لعبة كرة أصلية أسترالية، تأثرت بقوانين كرة القدم الأسترالية في وقت مبكر. وفق لكاتب السيرة الذاتية غريغ دي مور، تميز ويلز في ظل كل حالاته، وبطولته الشكلية المتحطمة، ونفسيته المدمرة، أفضل لاعب كريكت وكرة قدم في عصره.

## عائلته ونشأته
ولد ويلز في 19 أغسطس 1835 على سهل مولونغو بالقرب من مدينة كانبيرا الحديثة، في مستعمرة نيو ساوث ويلز البريطانية (التي أصبحت الآن ولاية أسترالية). كان أكبر طفل لهوراتيو وإليزابيث (نسبها قبل الزواج: ماغواير) ويلز. كان توم أستراليًا من الجيل الثالث من نسل المحكوم عليهم: كان جداه من أمه من المدانين الأيرلنديين، وجده من والده قاطع طريق عوقب بالإعدام بتهمة السطو المسلح ثم استبدلت بالنفي، ووصل إلى خليج بوتاني على متن سفينة «هيلزبرو» السفينة الملعونة في عام 1799. منح إدوارد عفوًا مشروطًا في عام 1803، وأصبح ثريًا من خلال النشاط التجاري في سيدني مع زوجته المحررة سارة (نسبها قبل الزواج: هاردينغ). توفي في عام 1811، خمسة أشهر قبل ولادة هوراتيو، وتزوجت سارة بعد ذلك من السجين جورج هاو، صاحب أول صحيفة في أستراليا، «ذا سيدني غازيت». تلقى هوراتيو تعليمًا ذاتيًا، وعمل في مكتب ذا سيدني غازيت في سن مبكرة، وتقدم في العمل ليصبح رئيس تحرير الصحيفة في عام 1832، وفي نفس العام التقى بإليزابيث، وهي يتيمة من باراماتا. تزوجا في ديسمبر 1833. بعد مرور سبعة عشر شهرًا من ولادته، تم عماد توم بإسم توماس وينتوورث ويلز في كنيسة سانت أندرو، سيدني، اسمًا مأخوذًا من رجل الدولة وليام وينتوورث. استنادًا إلى كتابات وينتوورث المؤيدة للاستقلال المالي وقضية التحرر، دعا هوراتيو في مجلته القومية «ذا كرنسي لاد"» (1832-1833) للمرة الأولى لإقامة جمهورية أسترالية.
في منتصف الثلاثينات من القرن التاسع عشر، اتجه هوراتيو إلى الرعي وانتقل مع عائلته إلى مزرعة لتربية الأغنام تُدعى بورا بورا على نهر مولونغو. كان توم رياضيًا منذ صغره ولكنه كان عُرضة للمرض، وفي مرحلة ما من عام 1839، كان والداه «على وشك اليأس تقريبًا من تعافيه». في العام التالي، استنادًا إلى الوصف الذي قدمه توماس ميتشل حول «أستراليا فيليكس»، قامت عائلة ويلز برحلة برية جنوبًا مع الرعاة وعائلاتهم إلى جبال غرامبيانز في منطقة بورت فيليب في المستعمرة (التي أصبحت الآن ولاية فيكتوريا). بعد استيلائهم على مرتفعات جبل ويليام، انتقلوا عدة أميال شمالًا عبر سفوح جبل آرارات، الذي أطلق عليه هوراتيو هذا الاسم بقوله «كما الملاذ، استقرينا هنا». خلال فترة إقامتهم في جبال غرامبيانز، مر هوراتيو بفترة كثيفة من التدين؛ إذ مالت بعض مذكراته إلى التعاويذ، «لدرجة الجنون أحيانًا»، حسب عدد من القراءات البحثية. ناشد نفسه وابنه لبناء حياتهما وفق إنجيل يوحنا.
عاشت عائلة ويلز في خيام وأقاموا ممتلكات واسعة أطلقوا عليها اسم «ليكسينجتون» (بالقرب من مويستون الحالية) في منطقة كان يستخدمها السكان الأصليون لتجمعاتهم. حسب أفراد عائلته، كان توم، كونه واحدًا من قلة الأطفال البيض في المنطقة، «يتعامل كثيرًا مع السكان الأصليين». ذكر ابن عمه إتش. سي. إيه. هاريسون في سرد لذكريات طفولته أن توم كان قادرًا على تعلم أغاني السكان الأصليين وتقليد أصواتهم وحركاتهم، وأنه «تحدث لغتهم بطلاقة تامة أسعدتهم كثيرًا». قد يكون أيضًا لعب رياضات السكان الأصليين.